# Teurgie
Teurgia (/ˈθiːɜrdʒi/; din Greaca veche θεουργία, teourgia) descrie practicarea ritualurilor, descrise uneori ca fiind de natură magică, efectuate pentru a invoca acțiunea sau a evoca prezența lui Dumnezeu sau a mai multor zei (sau divinități), cu scopul principal de a efectua henoza (uniunea cu divinul) și perfecționarea propriului sine.

## Definiții
- Proclus (cca. 480): teurgia este „o putere mai înaltă decât întreaga înțelepciune umană, cuprinzând binecuvântările divinației, puterile purificatoare ale inițierii și, într-un cuvânt, toate operațiile posesiunii divine”[1]
- Keith Thomas: „Magia spirituală sau teurgia se baza pe ideea că cineva poate ajunge la Dumnezeu într-o ascensiune pe scala creației prin intermediul riguros curs de rugăciune, post și devotament elaborat.”[2]
- Pierre A. Riffard: „Teurgia este un tip de magie. Aceasta constă într-o serie de practici magice efectuate pentru a evoca spirite benefice pentru a le vedea sau cunoaște sau pentru a le influența, de exemplu forțându-le să animeze o statuie, să rezide în ființa umană (precum un medium), sau să dezvăluiască mistere.”[3]

## Neoplatonism
Teurgie înseamnă „lucrare divină”. Prima utilizare înregistrată a termenului se găsește în lucrarea neo-platonică de la jumătatea celui de-al doilea secol Oracolele din Caldeea (Fragment 153 des Places - Paris, 1971): „Deoarece teourgoí nu cad sub turma condusă de soartă”. Rădăcina teurgiei vestice poate fi găsită în filozofia ultimilor neoplatoniștilor, în special Iamblichus din Chalkis. În ultima etapă a neoplatonismulului, Universul spiritual este privit ca o serie de emanații provenite din Unu. Din Unul a emanat Mintea Divină (Nous) și în schimb, din Mintea Divină a emanat Sufletul Lumii (Psyche). Neoplatoniștii au pretins că Unul este absolut transcendent și, în emanații, nimic din mai înalt (sus) nu s-a pierdut sau transmis în mai jos (sub), care a rămas nemodificat de către emanațiile inferioare.
Deși neoplatoniștii sunt considerați polteiști, aceștia au îmbrățișat o formă de monism.
Pentru Plotin, cât și pentru învățătorii lui Iamblichus Anatolie din Laodiceea și Porfir, aceste emanații sunt:
- La Tot (La Hen) (τό ἕν), Unul: Zeitate fără calități, denumită uneori Binele.
- Nous (Νοῦς), Mintea: Conștiință universală, din care începe
- Psihe (Ψυχή), Suflet: Include atât sufletul individual cât și pe cel al lumii, conducând în final la
- Fizis (Φύσις), Natură.

Plotin a îndemnat la contemplație pe cei ce doreau să practice teurgia, scopul căreia era reunificarea cu Divinul (denumită henoză). În acest fel, cursurile sale se aseamănă unei școli de meditație sau contemplație.